# Nezihe Araz
Fatma Nezihe Araz est une écrivaine et journaliste turque née le 11 mai 1920 à Konya et morte le 25 juillet 2009. Outre son best-seller de 1959 sur les saints d'Anatolie, elle écrit plusieurs pièces de théâtre pour la télévision et la scène, ainsi que trois livres sur Atatürk.

## Biographie

### Enfance et études
Araz naît le 11 mai 1920 à Konya. Elle est issue de l'éminente famille Bulgurzade, très religieuse et rebaptisée Araz en vertu de la loi sur le nom de famille. Son père, Rıfat Araz, est fonctionnaire à la Ziraat Bankası, directeur de la banque à Konya et affilié à l'ordre religieux dirigé par Kenan Rıfai ; il devient plus tard député au Parlement pour le Parti républicain du peuple. Sa mère s'appelle Müzeyye.
Fatma Nezihe Araz est diplômée du lycée pour filles d'Ankara en 1941 et du département de psychologie et de philosophie de la faculté de langues, d'histoire et de géographie de l'université d'Ankara,. À l'université, elle est fortement influencée par deux de ses professeurs, Muzaffer Şerif Başoğlu et Behice Boran. Elle est une fervente adepte de leur magazine Yurt ve Dünya et, plus tard, lorsqu'ils commencent à publier le magazine Adımlar, aligné sur le Parti communiste turc, elle devient bénévole.

### Carrière
Après avoir obtenu son diplôme, Araz devient l'assistante de Boran. Cependant, lorsque Boran est expulsée de l'université en 1948, Araz quitte son emploi et est emmenée à Istanbul par sa famille, qui souhaite l'éloigner des cercles de gauche.
En 1950, elle publie son premier livre, Benim Dünyam, un recueil de poèmes. En 1951, après la mort de Rıfai, elle coécrit avec Samiha Ayverdi, Safiye Erol et Sofi Huri le livre Ken'an Rifai ve Yirminci Asrın Işığında Müslümanlık.
En 1952, elle commence sa carrière de journaliste au magazine Resimli Hayat, propriété de Şevket Rado. En 1953, elle publie le livre Fatih'in Deruni Tarihi, un ouvrage biographique sur Mehmed II à la lumière de son approche religieuse. En 1956, Araz commence à travailler pour le journal Havadis, propriété du démocrate Bahadır Dülger. Araz est envoyée à La Mecque pour rédiger une série de reportages destinés à être diffusés. L'une des photos publiées montrait un Arabe urinant près d'un mur, ce qui aurait suscité l'indignation du roi d'Irak en visite, Fayçal II  et le licenciement d'Araz du journal.
Entre 1957 et 1963, Araz travaille à Yeni Sabah. En 1959, elle publie son livre Anadolu Evliyaları, un autre ouvrage religieux relatant la vie de 50 saints. Ce livre connaît un grand succès commercial et bat des records de vente. Elle publie d'autres livres religieux dans les années 1950 et 1960, et travaille comme chroniqueuse pour Yeni İstanbul, Milliyet et Güneş.
En 1973, Araz commence à écrire des pièces de théâtre pour la télévision. Ces pièces sont jouées par le duo Yıldız Kenter et Şükran Güngör et mettent en scène des femmes et des hommes de différents milieux dans leurs réalités quotidiennes. Les pièces sont des drames et les thèmes abordés comprennent les limites imposées aux femmes par la société, les rôles des hommes et des femmes, les disputes conjugales et le fossé entre les générations. Les dialogues émotionnels sont contrebalancés par des dialogues comiques. Sa première pièce complète, Bozkır Güzellemesi est mise en scène par les théâtres d'État de Turquie en 1974-75, tout comme ses pièces suivantes, Öyle bir Nevcican (1979), Alaca Karanlık (1981), İmparatorun İki Oğlu (1983), Ballar Balını Buldum, Savaş Yorgunu Kadınlar,. En 1987, elle écrit la pièce Afife Jale sur la vie de la première actrice turque, Afife Jale, qui lui vaut le prix du meilleur dramaturge décerné par le ministère turc de la culture, le prix Afife Jale du théâtre et le prix Avni Dilligil du théâtre.
Après 1984, elle prépare une émission télévisée pour les femmes sur TRT intitulée Hanımlar Sizin İçin, qu'elle écrit et présente. Elle écrit le scénario du film İhtiras Fırtınası en 1983,.
En 1993, elle publie Mustafa Kemal'le 1000 Gün, dans lequel elle dépeint la relation entre Mustafa Kemal Atatürk et Latife Uşşaki. Elle écrit ensuite d'autres livres sur Atatürk, publiant Mustafa Kemal'in Ankara'sı en 1994 et Mustafa Kemal'in Devlet Paşası et Bir Zamanlar O da Çocuktu : Adı Mustafa.
En 2003, elle reçoit le prix Burhan Felek Media Award pour son travail journalistique.

## Vie privée
Araz vit ses dernières années dans une maison de retraite. Elle souffre de la maladie d'Alzheimer, refuse de voir qui que ce soit et perd beaucoup de poids. Araz meurt en 2009,,.